# Gorod

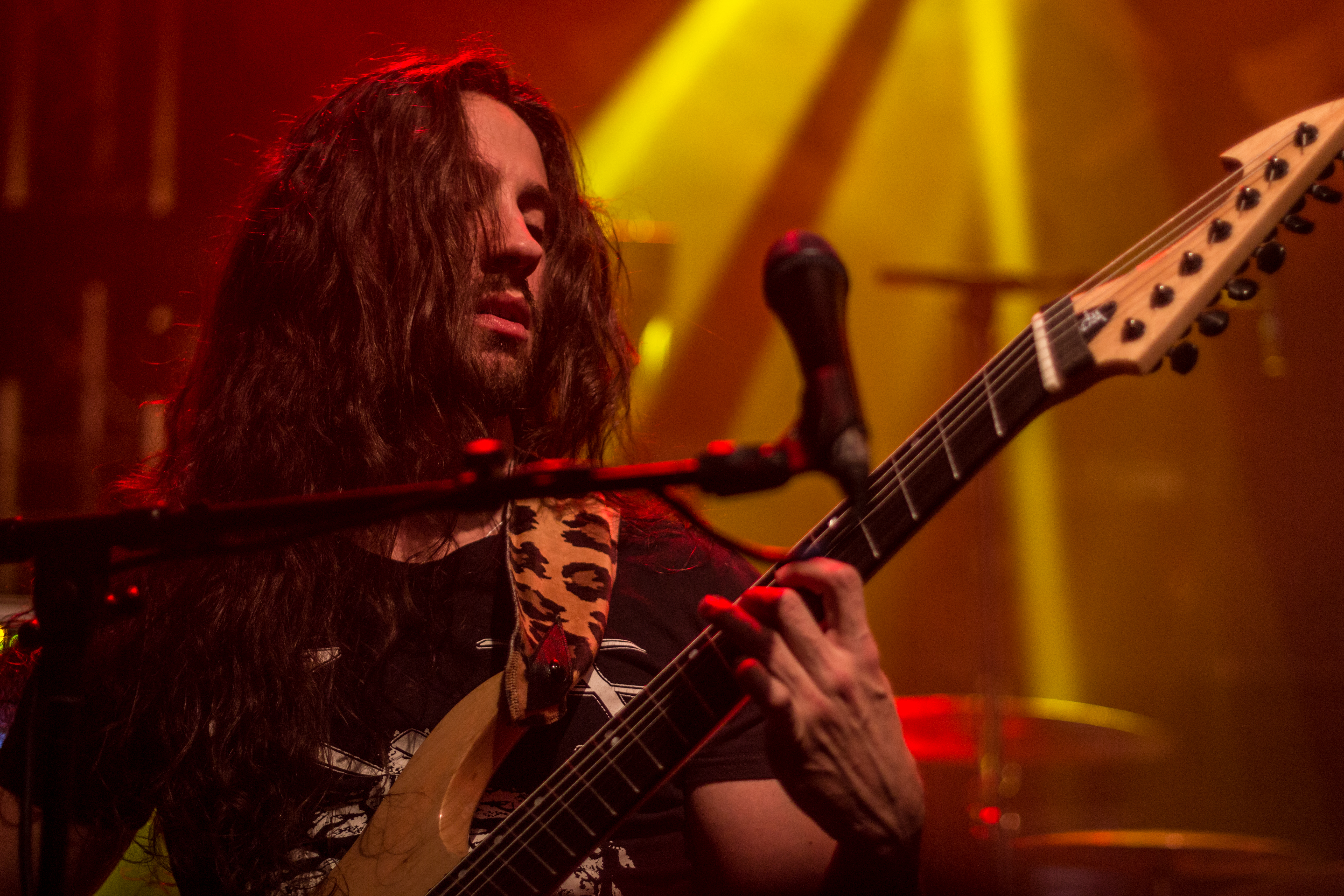
Nicolas Alberny, guitariste de Gorod lors d'un concert en 2019

Gorod est un groupe de death metal français, originaire de Bordeaux, en Gironde. Le groupe est initialement formé en 1997 sous le nom de Gorgasm. Sous ce nom, le groupe publie un album studio intitulé Neurotripsicks, en 2004, avant de changer de nom pour Gorod en 2005.

## Biographie

### Débuts (1997–2005)
Le groupe est initialement formé en 1997 sous le nom de Gorgasm. La formation originale se compose de Barby (basse), ancien membre de Voracious Gangrene, Matthieu (guitare) et Sandrine (batterie). Guillaume (chant), ancien membre de Voracious Gangrene, les rejoindra peu après, ainsi que plusieurs seconds guitaristes. En 2000 sort une première démo intitulée Gorgasm. En 2002, un CD promo est enregistré et mixé au BUD Records Studio, situé à Mérignac. Hormis Matthieu, Nico est crédité en tant que guitariste. La formation se stabilise avec l'arrivée d'Arnaud, issu du groupe Trarko, pour les guitares. 
En 2004, Neurotripsicks, leur premier album studio, est enregistré en coproduction avec le label Deadsun Records,. Il est réédité le 12 juillet 2005 en Amérique du Nord par le label Willowtip Records (basé en Pennsylvanie), qui signe le groupe pour ses deux prochains albums. En avril 2005, ils effectuent un split avec Nerlich et Decoherence intitulé Embalmed Madness publié au label Nihilistic Holocaust,.

### Nouveaux albums (depuis 2006)
Afin de ne pas être confondu avec le groupe Gorgasm de Chicago officiant dans le registre metal lui aussi, Gorgasm devient Gorod.
En 2006, ils publient leur nouvel album Leading Vision sous Gorod, qui sera distribué par Earache Records en Europe. L'album est tellement bien accueilli que le groupe part en tournée en Europe et joue au Maryland's DeathFest. À la fin de 2008, Bourguignon quitte le groupe et est remplacé par Sam Santiago (ex-Zubrowska) avant que Gorod n'entre en studio pour enregistrer son nouvel album, Process of a New Decline, publié en 2009. Santiago aide le groupe à s'orienter plus vers le groove metal. Le groupe tourne en Europe aux côtés d'Immolation, et joue plusieurs festivals en France. Ils jouent aussi au Neurotic DeathFest, au Midwest Fuckfest et au Maryland Deathfest.
Pendant l'automne 2010, Guillaume et Arnaud quittent le groupe. Ils sont respectivement remplacés par Julien « Nutz » Deyres (Zubrowska) (qui avait rejoint le groupe pendant la tournée européenne de l'été dernier avec Cattle Decapitation) et Nicolas Alberny, soliste au sein du groupe Arcania. Le 28 août 2013, Gorod annonce que le batteur Samuel Santiago quitte le groupe sur sa page Facebook officielle. Anthony Reyboz (batteur actuel de Kronos) le remplace pour quelques dates avant que Gorod n'intègre un nouveau batteur en janvier 2014 : Karol Diers. 
Le groupe entre en studio au début de 2015, et publie son nouvel album, A Maze of Recycled Creeds. Le 12 septembre 2016, le magazine britannique Metal Hammer cite le groupe dans son top 10 des meilleurs groupes de métal français.

## Membres

### Membres actuels
- Julien « Nutz » Deyrez - chant (depuis 2010)
- Matthieu Pascal - guitare (depuis 1997)
- Nicolas Alberny - guitare (depuis 2010)
- Benoît « Barby » Claus - basse (depuis 1997)
- Karol « K'roll » Diers - batterie (depuis 2014)

### Anciens membres
- Sandrine Bourguignon - batterie
- Nico - guitare
- Arnaud Pontacq - guitare (2002-2010)
- Guillaume - chant (1997-2010)
- Samuel Santiago - batterie (2008-2013)
- Anthony - batterie (2013)